# Callichthys fabricioi
Callichthys fabricioi är en fiskart som beskrevs av Román-valencia, Lehmann A. och Muñoz, 1999. Callichthys fabricioi ingår i släktet Callichthys och familjen Callichthyidae. Inga underarter finns listade.